# Стшалкі (Лодзинське воєводство)
Стшалкі (пол. Strzałki) — село в Польщі, у гміні Буженін Серадзького повіту Лодзинського воєводства.
Населення — 292 особи (2011).
У 1975-1998 роках село належало до Серадзького воєводства.

## Демографія
Демографічна структура станом на 31 березня 2011 року:
|          | Загалом | Допрацездатний вік | Працездатний вік | Постпрацездатний вік |
| -------- | ------- | ------------------ | ---------------- | -------------------- |
| Чоловіки | 147     | 35                 | 93               | 19                   |
| Жінки    | 145     | 34                 | 79               | 32                   |
| Разом    | 292     | 69                 | 172              | 51                   |